# Alfred Thomas Agate

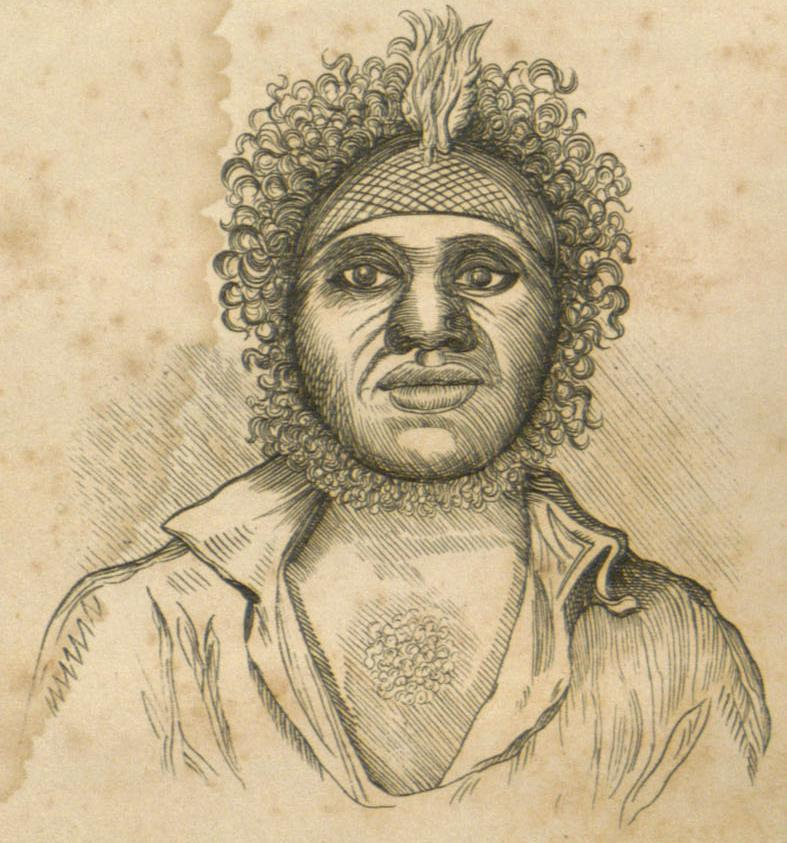
Retrato de Biraban por Alfred Thomas Agate, del libro A Key to the Structure of the Aboriginal Language de L. E. Threlkeld, publicado en 1850.

Alfred Thomas Agate (14 de febrero de 1812, en Sparta, Nueva York – 5 de enero de 1846, Washington D. C.) fue un célebre artista, pintor y miniaturista estadounidense.   

## Biografía
Agate vivió en Nueva York de 1831 a 1838. Estudió con su hermano, Frederick Styles Agate, un pintor de historia y de retratos. Más tarde fue a estudiar con Thomas Seir Cummings.
Agate fue un artista brillante, capaz de dibujar paisajes, retratos e ilustraciones científicas. Aunque era un artista con talento y experimentado, sus bocetos de paisajes eran magistrales, completos hasta el mínimo detalle. En muchos de sus dibujos de paisajes, para ahorrar tiempo, Agate usó una cámara lúcida, un dispositivo que proyectaba la escena sobre un trozo de papel con el propósito de calcar. A finales de la década de 1830, Agate estuvo exponiendo su obra en la National Academy of Design en Nueva York, y se estableció como un pintor experto en óleos.
Mientras servía como miembro de la United States Exploring Expedition, Agate creó muchos trabajos artísticos durante su servicio con la expedición. Fue especialmente bueno en las ilustraciones de botánica, y fue nombrado el artista de retratos y de botánica de la expedición. Agate creó la primera ilustración conocida del Monte Shasta.
En 1841, el paso de Agate, cerca de la isla Bainbridge (Washington) fue nombrado por el teniente Charles Wilkes en honor de Agate. La isla Agate, en Fiyi, fue también nombrada en honor de Agate.
Agate vivió en Washington D. C. de 1842 en adelante, pero desafortunadamente su salud de se vio seriamente afectada desde la expedición y murió de consunción a la edad de 34 años.
Agate contribuyó con más de la mitad (173 de 342) de los bocetos y pinturas reproducidas como litografías que ilustran los cinco volúmenes de los informes de la expedición. Algunos de los más interesantes, aunque toda la obra de Agate está considerada del más alto grado, son aquellos del Territorio de Oregón, incluyendo una mirada a un Chinook Lodge, un Indian Burial Place, un Indian Mode of Rocking Cradle, y una ilustración del trágico naufragio de unos de los barcoss de vela de la expedición en la desembocadura del río Columbia.
Con la muerte de Agate en 1846, los dibujos pasaron a su viuda, Elizabeth Hill Kennedy Agate, que más tarde se casó con el Dr. William J. C. Du Hamel de Washington D. C. En 1926, una de sus hijas de su matrimonio, Elizabeth A. Du Hamel, los vendió a la Naval Historical Foundation. La Naval Historical Foundation donó el trabajo artístico de Agate a la Navy Art Collection en 1998.
Agate fue tenido en tan gran estima por sus pares que el distinguido botánico, Asa Gray, jefe de los botánicos de la Universidad Harvard que usaron los dibujos de Agate y los especímenes de la expedición para los informes botánicos, nombró a un nuevo género (y especie) de violeta Agatea violaris en su honor. 

## Galería de imágenes

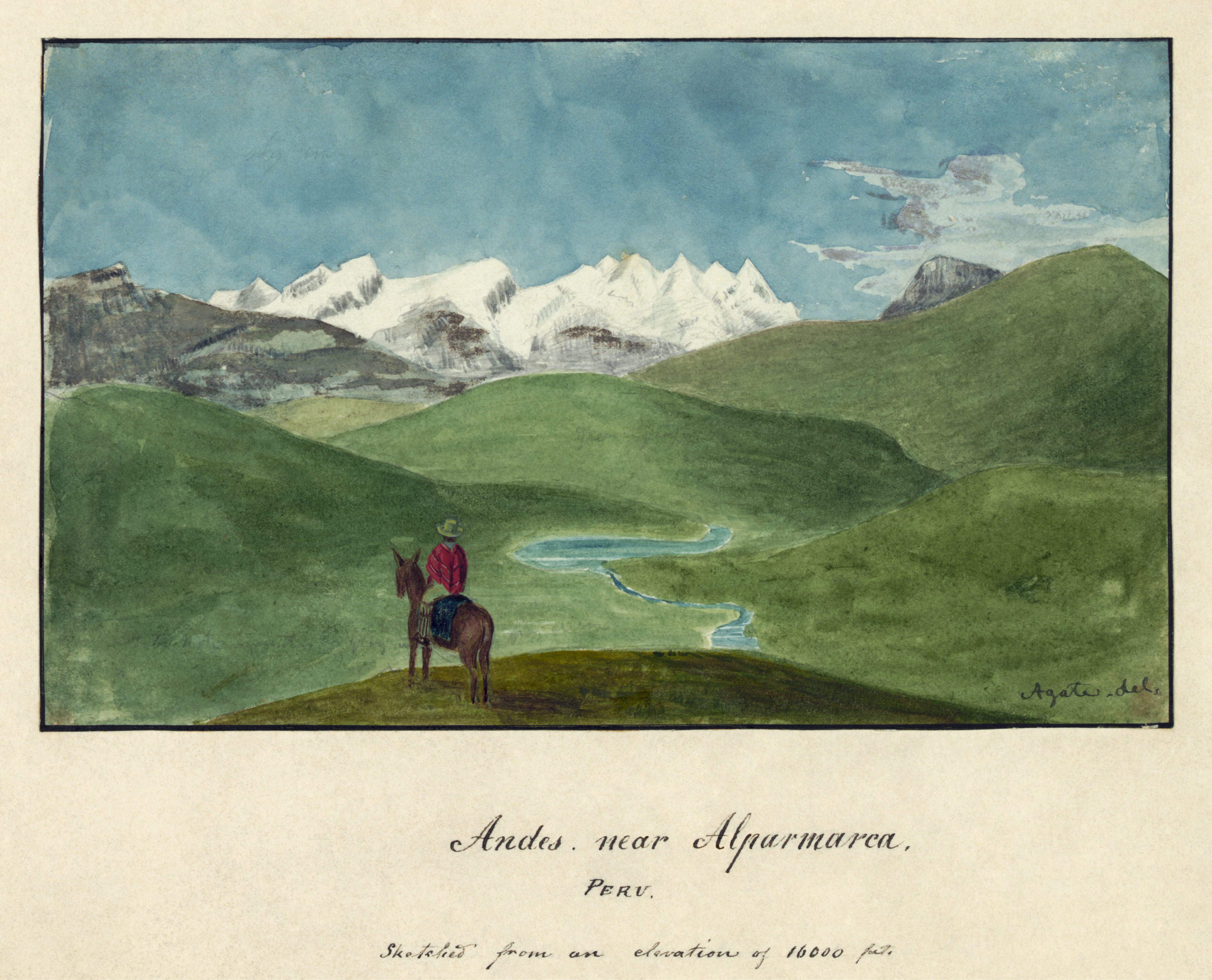
Andes near Alparmarca, Peru: Sketched from an Elevation of 16,000 Feet, ilustración de la South American porción de la United States Exploring Expedition, restaurada digitalmente
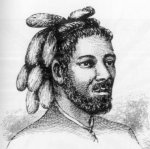
Hombre del atolón de Nukufetau, islas Ellice (ahora Tuvalu) 1841
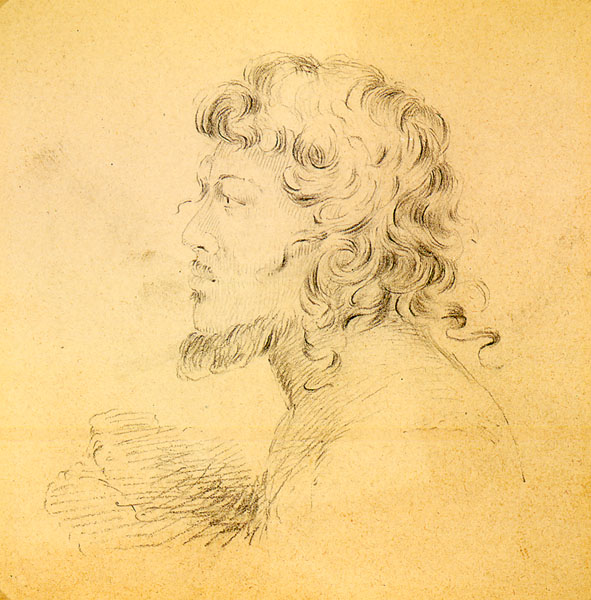
Retrato de un nativo de las islas Gilbert (entonces llamadas las islas Kingsmill), 1841
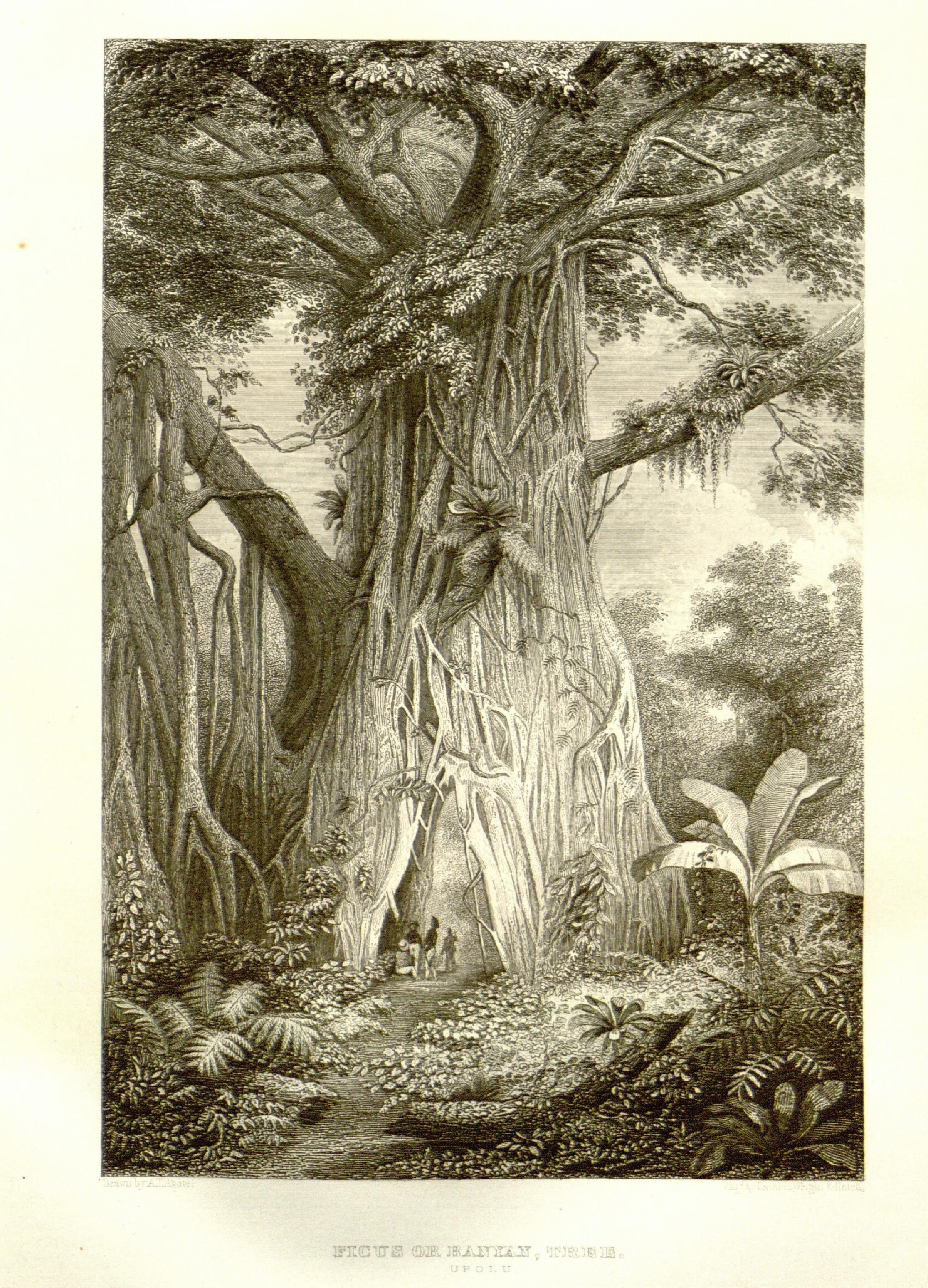
Ilustración de un Ficus en Samoa